# إس إس بريدغتون
إس إس بريدغتون هي سفينة نفط تابعة لشركة النفط الكويتية، وقد تم تغيير علمها إلى العلم الأمريكي وأعيد تسميتها خلال عملية إرنست ويل. حيث تم بناء السفينة بواسطة شركة ميتسوبيشي للصناعات الثقيلة في حوضها الجاف في ناجازاكي وتم إطلاقها في 14 أغسطس 1976. حيث كانت جزءًا من أول قافلة في عملية إرنست ويل، عندما ضربت لغمًا إيرانيًا بالقرب من جزيرة فارس، مما أدى إلى انتصار دعائي كبير للإيرانيين. حطمت في عام 2002 في حوض تحطيم السفن هاريانا في آلانغ، الهند.

## تاريخ السفينة
تم بناؤها بواسطة شركة ميتسوبيشي للصناعات الثقيلة في حوضها الجاف في ناجازاكي وتم إطلاقها في 14 أغسطس 1976. وفي عام 1987، وافقت الولايات المتحدة على طلبات الكويت بتوفير مرافقة بحرية لناقلاتها بشرط أن يتم تغيير علم السفن إلى العلم الأمريكي، وتم تغيير اسم أل-ركاه إلى بريدغتون. في 24 يوليو 1987، كانت السفينة جزءًا من أول قافلة في عملية إرنست ويل عندما ضربت لغمًا إيرانيًا بالقرب من جزيرة فارس. حيث أدى الانفجار إلى تدمير الهيكل الخارجي وخزانات الشحن الأمامية، مما تسبب في تسرب بقايا زيتية. كما تم إرسال السفينة إلى حوض دبي الجاف لإجراء الإصلاحات. وقد أدى هذا الهجوم إلى بدء عملية برايم تشانس، وهي جهد سري لوقف المزيد من زراعة الألغام. وفي سبتمبر 1987، تم اكتشاف السفينة الإيرانية إيران أجر أثناء قيامها بزرع الألغام، وتم الاستيلاء عليها وغرقها بواسطة القوات الأمريكية. كما عادت بعض ناقلات النفط التي تم تغيير علمها إلى العلم الكويتي في يناير 1989، ولكن بريدغتون وعددًا من السفن الأخرى ظلت تحت العلم الأمريكي. وفي أواخر التسعينات، تم نقل بريدغتون إلى التسجيل البنمي وأعيد تسميتها إلى باسيفيك بلو.